# Campionatele Internaționale de Atletism ale României

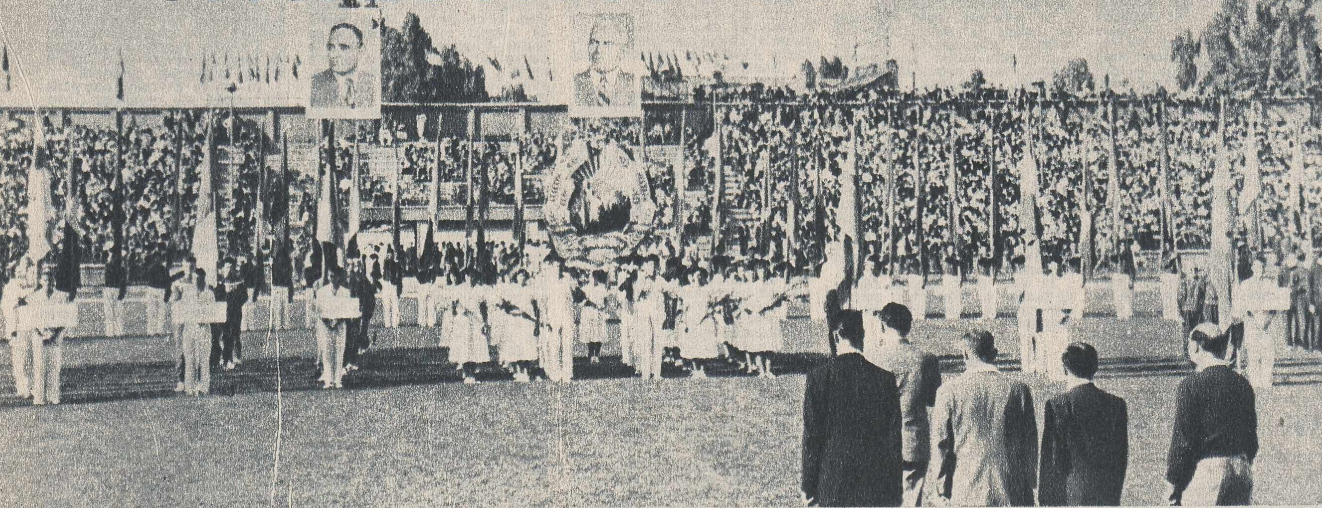
Festivitate de deschidere (1954)

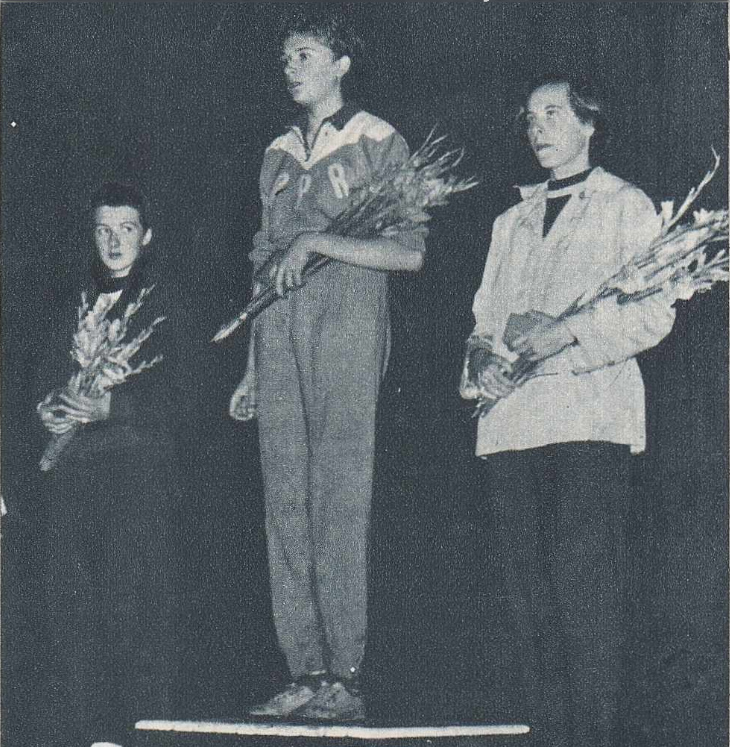
Thelma Hopkins, Iolanda Balaș și Olga Modrachová (1955)

Campionatele Internaționale de Atletism ale României „Iolanda Balaș Soter” sau Internaționalele României, în trecut Campionatele Internaționale de Atletism ale Republicii Populare Române, sunt competiții sportive, găzduite de România în fiecare an.

## Istoric
Prima ediție a Internaționalelor României a avut loc pe data de 25 și 26 septembrie 1948 pe fostul stadion Stadionul Republicii proaspăt reinaugurat după distrugerea bombardamentelor asupra Bucureștiului din timpul celui de-Al Doilea Război Mondial.
Au fost programate 27 de probe (19 la masculin și 8 la feminin)
Au participat patru țări: Cehoslovacia, Ungaria, Polonia, România. 
Au participat atleți care câștigaseră titlul olimpic la săritura în lungime, aruncări cu ciocanul și proba de 10.000 de metri: Vladimir Kuț, Galina Zâbina, Nina Ponomareva, Elvira Ozolina (U.R.S.S.), Emil Zatopek, Dana Zatopkova, Helena Fibingerova (Cehoslovacia), Parry O’Brien, Ira Murchison, Willie Williams, Bob Gutowski (S.U.A.), Imre Nemeth, Joszef Csermak, Gyula Zsivotsky, Olga Gyarmati (Ungaria), Adolfo Consolini, Guiseppe Dordoni (Italia), Ulrike Meyfarth (R.F.G.) și Janusz Sidlo (Polonia).
În perioada Republicii Socialiste România aceste competiții reprezentau întreceri internaționale la atletism. Acestea au fost găzduite pe fostul stadion Stadionul Republicii din Cotroceni. Întrecerile au fost disputate anual, cu excepția anilor: 1959, 1964, 1965, 1966, 1973, 1974, 1975 și 1981.
Până în 2024 Campionatele au fost găzduite de șase orașe: București (55), șase la Cluj (2014, 2017, 2018, 2019, 2020, 2021), trei la Pitești (1989, 2015, 2016), două la Constanța (2010, 2011) și  câte una la Poiana Brașov (1968) și Craiova (2022).